# エイミー・アキノ
エイミー・アキノ（Amy Aquino、1957年3月20日 - ）は、アメリカ合衆国の女優。

## 出演作品
- 陪審員2番 Juror #2 (2024)
- BOSCH/ボッシュ
- メンタリスト シーズン5
- Glee シーズン4
- ザ・ファインダー　千里眼を持つ男
- ハリーズ・ロー　裏通り法律事務所（クーリス）
- キャッスル　～ミステリー作家は事件がお好き シーズン2
- ブラザーズ＆シスターズ シーズン4（ジョアン・アバドン）
- プライベート・プラクティス3
- プリズン・ブレイク　ファイナル・ブレイク
- 名探偵モンク7
- ER XV　緊急救命室 第15シーズン（ジャネット・コバーン）
- CSI:9　科学捜査班
- グレイズ・アナトミー5
- クローザー 第4シーズン
- SHARK　～カリスマ敏腕検察官 シーズン2
- ER XIV　緊急救命室 第14シーズン（ジャネット・コバーン）
- ボストン・リーガル シーズン3
- ER XIII　緊急救命室 第13シーズン（ジャネット・コバーン）
- CSI:7　科学捜査班
- デスパレートな妻たち3
- ER XII　緊急救命室 第12シーズン（ジャネット・コバーン）
- ゴースト　～天国からのささやき シーズン1
- 最後に恋に勝つルール
- Weeds　～ママの秘密 シーズン1
- 女検死医ジョーダン シーズン4
- CSI:ニューヨーク
- イン・グッド・カンパニー
- ザ・プラクティス／ボストン弁護士ファイル シーズン8
- ER X　緊急救命室 第10シーズン（ジャネット・コバーン）
- 歌う大捜査線
- 女検死医ジョーダン シーズン2
- エイリアス2
- ラリーのミッドライフ★クライシス シーズン3
- デッドロック（ダーリン・アーリー）
- 女検死医ジョーダン シーズン1
- フェリシティの青春 第4シリーズ
- ER VII　緊急救命室 第7シーズン（ジャネット・コバーン）
- フェリシティの青春 第3シリーズ
- NYPD BLUE　～ニューヨーク市警15分署 シーズン7
- ザ・ホワイトハウス
- ER VI　緊急救命室 第6シーズン（ジャネット・コバーン）
- フェリシティの青春 第2シリーズ
- アリー my ラブ 1st Season
- ER III　緊急救命室 第3シーズン（ジャネット・コバーン）
- ピケット・フェンス　ブロック捜査メモ 第4シーズン
- ER II　緊急救命室 第2シーズン（ジャネット・コバーン）
- ER　緊急救命室 第1シーズン（ジャネット・コバーン）
- ダニエル・スティール／ある愛のかたち
- 昏睡
- 夢の中の私
- LAW & ORDER　ロー＆オーダー シーズン1
- ワーキング・ガール